# 팬 이벤트
다음은 팬 또는 팬덤 관련 이벤트를 서술하는 항목이다.

## 팬미팅
팬미팅(fan meeting)은 팬과 팬의 대상이 되는 유명인의 콘서트나 그 밖의 형식을 통해 만나서 소통하는 것을 의미한다.

## 팬사인회
팬사인회(fansign會)은 팬이 대상이 되는 유명인의 사인을 받기 위한 행사이다.

## 악수회
악수회(握手會, 握手会 아쿠슈카이[*])는 팬이 대상이 되는 유명인과 악수를 하기 위한 행사이다. 거의 대부분 일본에서만 이루어진다. 2014년, AKB48 악수회 상해 사건이 발생하였으며, 악수회의 대한 위험이 우려되었다.